# Gransjön (Rödene socken, Västergötland)
Gransjön är en sjö i Alingsås kommun i Västergötland och ingår i Göta älvs huvudavrinningsområde. Sjön är 7,9 meter djup, har en yta på 0,02 kvadratkilometer och är belägen 155 meter över havet.